# Aimée Racine
Aimée Racine est une femme juriste et sociologue belge, internationalement reconnue pour son travail sur la délinquance juvénile. 